# Maximiliano Araújo
Maximiliano Javier Araújo Vilches (Montevideo, Uruguay, 15 de febrero de 2000) es un futbolista uruguayo que juega de extremo izquierdo o lateral izquierdo en el Sporting Club de Portugal.
Es el hermano mayor de César Araújo.

## Trayectoria

### Comienzos
Maximiliano Araújo jugó en las fuerzas básicas del Montevideo Wanderers donde jugó en varias selecciones juveniles.

### Puebla
A finales de diciembre de 2019 se confirmó que Maxi Araújo había firmado Con el “La franja” su nuevo club Puebla. En sus inicios llegaría a jugar para la categoría sub-23. Pero llamando la atención de Nicolás Larcamon quien lo debutaría ante los Tuzos del Pachuca el 20 de febrero de 2020 en el máximo circuito del fútbol mexicano. Marcó su primer gol el 2 de abril de 2021 en el encuentro ante Mazatlán FC donde el marcador terminó 3-1 a favor de los poblanos.

### Deportivo Toluca
Tras tener un buen rendimiento en el Puebla, fue tomado en cuenta por el club dirigido en ese momento por Ignacio Ambríz.
Llegaría al club para el Clausura 2023 en diciembre de 2022, siendo presentado el 20 del mismo mes. Marco su primer gol frente a Rayados un 6 de febrero de 2023 e hizo una asistencia en su debut como "choricero" frente al América un 15 de enero.

## Selección nacional

### Sub-23
A finales de 2019, Maximiliano fue convocado por Gustavo Ferreyra a una preselección de 25 jugadores para la preparación de la selección uruguaya sub-23 para el XIII Torneo Preolímpico Sudamericano con sede en Colombia.

### Selección Mayor
Hizo su debut en selección el 14 de junio de 2023 frente a la selección de Nicaragua donde realizó una asistencia, recibió tarjeta de amonestación y salió de cambio al minuto 76'. También disputó un segundo amistoso frente a Cuba marcando al minuto 80' y dónde jugaría los 90 minutos.
Posteriormente fue convocado por Uruguay para los partidos por eliminatorias rumbo al mundial del 2026 contra Chile y Ecuador respectivamente, participando con una asistencia en su segundo encuentro al minuto 38'.

#### Participaciones con la selección mayor
| Partidos | Partidos       | Partidos  | Partidos                 | Partidos                          | Partidos                   | Partidos | Partidos | Partidos                  | Partidos       | Partidos |
| N.º      | Rival          | Resultado | Fecha                    | Lugar                             | Competencia                | Goles    | Asist.   | Cambio                    | DT             | Ref.     |
| -------- | -------------- | --------- | ------------------------ | --------------------------------- | -------------------------- | -------- | -------- | ------------------------- | -------------- | -------- |
| 1        | Nicaragua      | 4:1       | 14 de junio de 2023      | Montevideo, Uruguay               | Amistoso                   | –        | 56'      | 75' por Diego Rossi       | Marcelo Bielsa |          |
| 2        | Cuba           | 2:0       | 20 de junio de 2023      | Montevideo, Uruguay               | Amistoso                   | 79'      | 27'      | –                         | Marcelo Bielsa |          |
| 3        | Chile          | 3:1       | 8 de septiembre de 2023  | Montevideo, Uruguay               | Eliminatorias Mundial 2026 | –        | –        | –                         | Marcelo Bielsa |          |
| 4        | Ecuador        | 1:2       | 12 de septiembre de 2023 | Quito, Ecuador                    | Eliminatorias Mundial 2026 | –        | 38'      | 70' por Facundo Torres    | Marcelo Bielsa |          |
| 5        | Colombia       | 2:2       | 12 de octubre de 2023    | Barranquilla, Colombia            | Eliminatorias Mundial 2026 | –        | –        | 72' por Brian Rodríguez   | Marcelo Bielsa |          |
| 6        | Brasil         | 2:0       | 17 de octubre de 2023    | Montevideo, Uruguay               | Eliminatorias Mundial 2026 | –        | 42'      | 87' por Matías Vecino     | Marcelo Bielsa |          |
| 7        | Argentina      | 2:0       | 16 de noviembre de 2023  | Buenos Aires, Argentina           | Eliminatorias Mundial 2026 | –        | –        | 62' por Rodrigo Bentancur | Marcelo Bielsa |          |
| 8        | México         | 4:0       | 5 de junio de 2024       | Denver, Estados Unidos            | Amistoso                   | –        | 44'      | –                         | Marcelo Bielsa |          |
| 9        | Panamá         | 3:1       | 23 de junio de 2024      | Miami, Estados Unidos             | Copa América 2024          | 16'      | –        | –                         | Marcelo Bielsa |          |
| 10       | Bolivia        | 5:0       | 27 de junio de 2024      | East Rutherford, Estados Unidos   | Copa América 2024          | 77'      | 21'      | –                         | Marcelo Bielsa |          |
| 11       | Estados Unidos | 1:0       | 1 de julio de 2024       | Arrowhead Stadium, Estados Unidos | Copa América 2024          | –        | –        | 27' por Cristian Olivera  | Pablo Quiroga  |          |

### Partidos fuera de grupos con la selección
| Torneo                        | Categoría | Sede           | Resultado     | Partidos | Goles |
| ----------------------------- | --------- | -------------- | ------------- | -------- | ----- |
| Preolímpico Sudamericano 2020 | Sub-23    | Colombia       | Tercer puesto | 7        | 1     |
| Copa América 2024             | Absoluta  | Estados Unidos | Tercer lugar  | 4        | 2     |

## Estadísticas

### Clubes
Actualizado al último partido disputado el 8 de agosto de 2025.
| Club                                 | Div.          | Temporada     | Liga  | Liga  | Liga   | Copas nacionales | Copas nacionales | Copas nacionales | Copas internacionales | Copas internacionales | Copas internacionales | Total | Total | Total  |
| Club                                 | Div.          | Temporada     | Part. | Goles | Asist. | Part.            | Goles            | Asist.           | Part.                 | Goles                 | Asist.                | Part. | Goles | Asist. |
| ------------------------------------ | ------------- | ------------- | ----- | ----- | ------ | ---------------- | ---------------- | ---------------- | --------------------- | --------------------- | --------------------- | ----- | ----- | ------ |
| Montevideo Wanderers F. C. · Uruguay | 1.ª           | 2018          | 14    | 0     | 0      | —                | —                | —                | —                     | —                     | —                     | 14    | 0     | 0      |
| Montevideo Wanderers F. C. · Uruguay | 1.ª           | 2019          | 19    | 1     | 3      | —                | —                | —                | —                     | —                     | —                     | 19    | 1     | 3      |
| Montevideo Wanderers F. C. · Uruguay | Total club    | Total club    | 33    | 1     | 3      | 0                | 0                | 0                | 0                     | 0                     | 0                     | 33    | 1     | 3      |
| Club Puebla · México                 | 1.ª           | C-2020        | 1     | 0     | 0      | —                | —                | —                | —                     | —                     | —                     | 1     | 0     | 0      |
| Club Puebla · México                 | 1.ª           | 2020-21       | 25    | 2     | 0      | —                | —                | —                | —                     | —                     | —                     | 25    | 2     | 0      |
| Club Puebla · México                 | 1.ª           | 2021-22       | 38    | 4     | 3      | —                | —                | —                | —                     | —                     | —                     | 38    | 4     | 3      |
| Club Puebla · México                 | 1.ª           | A-2022        | 19    | 2     | 3      | —                | —                | —                | —                     | —                     | —                     | 19    | 2     | 3      |
| Club Puebla · México                 | Total club    | Total club    | 83    | 8     | 6      | 0                | 0                | 0                | 0                     | 0                     | 0                     | 83    | 8     | 6      |
| Deportivo Toluca F. C. · México      | 1.ª           | C-2023        | 19    | 6     | 4      | —                | —                | —                | —                     | —                     | —                     | 19    | 6     | 4      |
| Deportivo Toluca F. C. · México      | 1.ª           | 2023-24       | 34    | 3     | 3      | —                | —                | —                | 6                     | 0                     | 2                     | 40    | 3     | 5      |
| Deportivo Toluca F. C. · México      | 1.ª           | A-2024        | 2     | 1     | 0      | —                | —                | —                | 3                     | 1                     | 1                     | 5     | 2     | 1      |
| Deportivo Toluca F. C. · México      | Total club    | Total club    | 55    | 10    | 7      | 0                | 0                | 0                | 9                     | 1                     | 3                     | 64    | 11    | 10     |
| Sporting C. P. Portugal              | 1.ª           | 2024-25       | 28    | 3     | 5      | 8                | 0                | 1                | 10                    | 1                     | 2                     | 46    | 4     | 8      |
| Sporting C. P. Portugal              | 1.ª           | 2025-26       | 1     | 0     | 0      | 1                | 0                | 0                | —                     | —                     | —                     | 2     | 0     | 0      |
| Sporting C. P. Portugal              | Total club    | Total club    | 29    | 3     | 5      | 9                | 0                | 1                | 10                    | 1                     | 2                     | 48    | 4     | 8      |
| Total carrera                        | Total carrera | Total carrera | 200   | 22    | 21     | 9                | 0                | 1                | 19                    | 2                     | 5                     | 228   | 24    | 27     |
| 1. 2.                                |               |               |       |       |        |                  |                  |                  |                       |                       |                       |       |       |        |

### Selecciones nacionales
Actualizado hasta su último partido disputado el 10 de junio de 2025.
| Selección          | Año               | Amistosos | Amistosos | Amistosos | Eliminatorias | Eliminatorias | Eliminatorias | Continental | Continental | Continental | Mundial | Mundial | Mundial | Total | Total | Total  |
| Selección          | Año               | Part.     | Goles     | Asist.    | Part.         | Goles         | Asist.        | Part.       | Goles       | Asist.      | Part.   | Goles   | Asist.  | Part. | Goles | Asist. |
| ------------------ | ----------------- | --------- | --------- | --------- | ------------- | ------------- | ------------- | ----------- | ----------- | ----------- | ------- | ------- | ------- | ----- | ----- | ------ |
| Sub-20 · Uruguay   | 2018              | 5         | 0         | 1         | ―             | ―             | ―             | 8           | 0           | 0           | ―       | ―       | ―       | 13    | 0     | 1      |
| Sub-20 · Uruguay   | 2019              | 2         | 0         | 0         | ―             | ―             | ―             | ―           | ―           | ―           | 2       | 0       | 0       | 4     | 0     | 0      |
| Sub-20 · Uruguay   | Total             | 7         | 0         | 1         | 0             | 0             | 0             | 8           | 0           | 0           | 2       | 0       | 0       | 17    | 0     | 1      |
| Sub-23 · Uruguay   | 2020              | ―         | ―         | ―         | ―             | ―             | ―             | 4           | 0           | 0           | ―       | ―       | ―       | 4     | 0     | 0      |
| Sub-23 · Uruguay   | Total             | 0         | 0         | 0         | 0             | 0             | 0             | 4           | 0           | 0           | 0       | 0       | 0       | 4     | 0     | 0      |
| Absoluta · Uruguay | 2023              | 2         | 1         | 2         | 5             | 0             | 3             | ―           | ―           | ―           | ―       | ―       | ―       | 7     | 1     | 5      |
| Absoluta · Uruguay | 2024              | 1         | 0         | 1         | 6             | 0             | 1             | 6           | 2           | 1           | ―       | ―       | ―       | 13    | 2     | 3      |
| Absoluta · Uruguay | 2025              | ―         | ―         | ―         | 4             | 0             | 1             | ―           | ―           | ―           | ―       | ―       | ―       | 4     | 0     | 1      |
| Absoluta · Uruguay | Total             | 3         | 1         | 3         | 15            | 0             | 5             | 6           | 2           | 1           | 0       | 0       | 0       | 24    | 3     | 9      |
| Total selecciones  | Total selecciones | 10        | 1         | 4         | 15            | 0             | 5             | 18          | 2           | 1           | 2       | 0       | 0       | 45    | 3     | 10     |
| 1. 2. 3.           |                   |           |           |           |               |               |               |             |             |             |         |         |         |       |       |        |

## Palmarés

### Títulos nacionales
| Título           | Club           | País     | Año     |
| ---------------- | -------------- | -------- | ------- |
| Primeira Liga    | Sporting C. P. | Portugal | 2024-25 |
| Copa de Portugal | Sporting C. P. | Portugal | 2025    |

### Distinciones individuales
| Distinción                                                 | Año  |
| ---------------------------------------------------------- | ---- |
| Jugador del partido contra Panamá en la Copa América 2024  | 2024 |
| Jugador del partido contra Bolivia en la Copa América 2024 | 2024 |